# Autoroute A7 (Suisse)
Pour les articles homonymes, voir Autoroute A7.

L'autoroute A7 en Suisse est une autoroute reliant Winterthour ouest dans le canton de Zurich à Kreuzlingen dans le canton de Thurgovie.
L'autoroute A7 est réalisée en 2×2 voies sur toute la longueur du trajet sauf entre Winterthur ouest et l'A1 (2,3 km) où elle est en 2×3 voies. Elle est d'une longueur de 41 km.